# Věra Suková

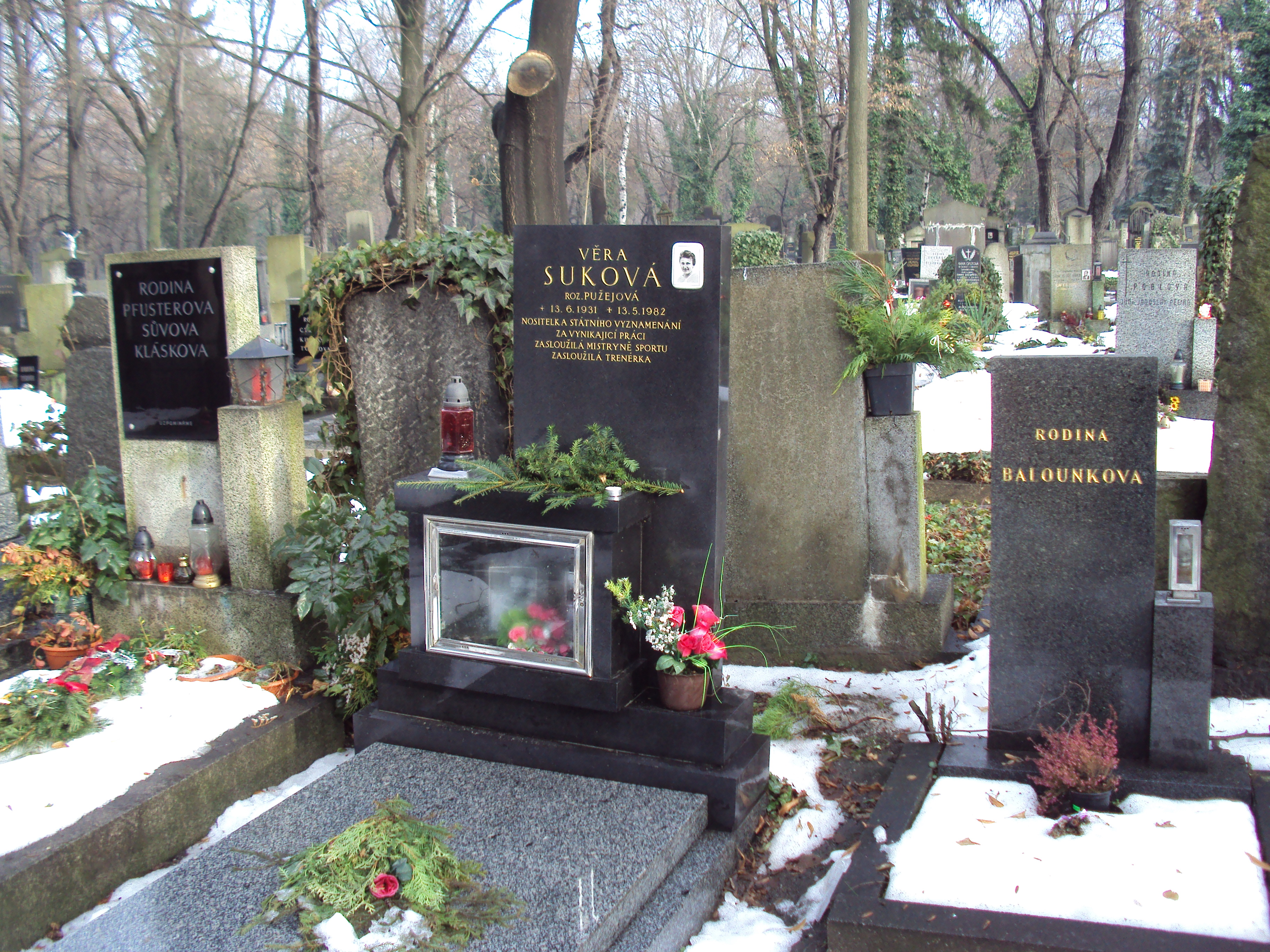
Grab von Věra Suková in Prag

Věra Suková, geborene Pužejová (* 13. Juni 1931 in Uherské Hradiště; † 13. Mai 1982 in Prag) war eine tschechoslowakische Tennisspielerin.

## Leben
Nach Abschluss der Handelsakademie in Pilsen war sie zuerst Basketballspielerin und spielte seit 1946 auch Tennis bei den Vereinen Motorlet Praha und I. Český lawn–tenisový klub in Prag. Seit 1952 gewann sie mehrfach die tschechoslowakische Meisterschaft im Dameneinzel, im Damendoppel und im Mixed. 1957 gewann sie mit ihrem Partner Jiří Javorský das Finale im Mixed der French Open; sie besiegten Edda Buding und Luis Ayala mit 6:3 und 6:4. Ihr größter Erfolg als Tennisprofi war das Erreichen des Endspiels in Wimbledon im Jahr 1962, das sie allerdings gegen Karen Susman in zwei Sätzen verlor. 
Später war sie tschechoslowakische Nationaltrainerin und Kapitänin der Frauen und der weiblichen Jugendlichen. Als Teamchefin gewann sie mit der Tschechoslowakei 1975 den Federation Cup. 
Sie war mit dem langjähriger Vorsitzenden des tschechoslowakischen Tennisverbandes, Cyril Suk st. († 2025), verheiratet. Ihre beiden Kinder, Helena Suková und Cyril Suk, wurden ebenfalls Tennisspieler.